# Liste der Kulturgüter in Schötz
Die Liste der Kulturgüter in Schötz enthält alle Objekte in der Gemeinde Schötz im Kanton Luzern, die gemäss der Haager Konvention zum Schutz von Kulturgut bei bewaffneten Konflikten, dem Bundesgesetz vom 20. Juni 2014 über den Schutz der Kulturgüter bei bewaffneten Konflikten sowie der Verordnung vom 29. Oktober 2014 über den Schutz der Kulturgüter bei bewaffneten Konflikten unter Schutz stehen.
Objekte der Kategorien A und B sind vollständig in der Liste enthalten, Objekte der Kategorie C fehlen zurzeit (Stand: 1. Januar 2023). Unter übrige Baudenkmäler sind zusätzliche Objekte zu finden, die im kantonalen Denkmalverzeichnis verzeichnet und nicht bereits in der Liste der Kulturgüter enthalten sind.

## Kulturgüter
| Foto | | Objekt | Kat. | Typ | Standort                          | Beschreibung |
| ---- | --- | --- | ---- | --- | --------------------------------- | --- |
| ja   | Datei hochladen · Wikidata zu Bauernhaus Hinter Buttenberg (Q29522509)                                                                             | Bauernhaus Hinter Buttenberg KGS-Nr.: 03883                                                                             | A    | G   | Buttenberg 4 641074 / 222547      | |
| BW   | Datei hochladen · Wikidata zu Archäologisches Museum Schötz (ehem. Wiggertaler Heimatmuseum) (Q27488800)                                           | Archäologisches Museum Schötz (ehem. Wiggertaler Heimatmuseum) KGS-Nr.: 03886                                           | A    | S   | Oberdorfstrasse 2 641857 / 224304 | |
| ja   | Datei hochladen · Wikidata zu Wauwilermoos (Egolzwil, Wauwil, Schötz, Ettiswil, Mauensee), paläolithisch-noelithische Ufersiedlungen (Q29522521)   | Wauwilermoos, paläolithisch-neolithische Ufersiedlungen KGS-Nr.: 11761                                                  | A    | F   | 644530 / 225500                   | Objekt liegt auf dem Gemeindegebiet von Schötz, Egolzwil (KGS-Nr. 3657), Ettiswil (KGS-Nr. 11748), Mauensee (KGS-Nr. 11750) und Wauwil (KGS-Nr. 9622). |
| ja   | Datei hochladen · Wikidata zu Katholische Kirche St. Mauritius (Q29785811)                                                                         | Katholische Kirche St. Mauritius KGS-Nr.: 03884                                                                         | B    | G   | Kirchstrasse 1 641694 / 224400    | |
| ja   | Datei hochladen · Wikidata zu Wallfahrtskapelle St. Mauritius und Stephan (Q29785812)                                                              | Wallfahrtskapelle St. Mauritius und Stephan KGS-Nr.: 03885                                                              | B    | G   | Kirchstrasse 9 641770 / 224264    | |
| BW   | Datei hochladen · Wikidata zu Hallstattzeitliches Gräberfeld Schleifmatte (Q120862850)                                                             | Schleifmatte, hallstattzeitliches Gräberfeld KGS-Nr.: 17160                                                             | B    | F   | 641320 / 224326                   | |
| BW   | Datei hochladen · Wikidata zu Bronzezeitlich-frühmittelalterliches Siedlungsgebiet und Bestattungsplatz Hofmatte und Mauritiuskapelle (Q120865478) | Hofmatte und Mauritiuskapelle, bronzezeitlich-frühmittelalterliches Siedlungsgebiet und Bestattungsplatz KGS-Nr.: 17161 | B    | F   | 641848 / 224326                   | |

## Übrige Baudenkmäler
| ID | Foto |                                                             | Objekt           | Typ | Standort                     | Beschreibung |
| -- | ---- | ----------------------------------------------------------- | ---------------- | --- | ---------------------------- | ------------ |
| 67 | ja   | Datei hochladen · Wikidata zu Speicher Feldhof (Q120867899) | Speicher Feldhof | G   | Spychermatte 641529 / 224328 |              |

Legende: Siehe Legende der Liste der Kulturgüter von nationaler und regionaler Bedeutung. Anstelle der KGS-Nummer wird als Objekt-Identifikator (ID) die Gebäudenummer im kantonalen Denkmalverzeichnis verwendet.